# Rachel Renée Russell
Rachel Renée Russell (St. Joseph (Michigan), 13 maart 1959) is een Amerikaanse jeugdboekenschrijfster en advocate.
Ze bracht in juni 2009 het eerste deel uit van Dagboek van een muts (Engels: Dork Diaries), een reeks over een personage met autobiografische elementen, Nikki J. Maxwell. Van de reeks werden al vijf miljoen exemplaren verkocht in de oorspronkelijke versie. Boeken uit de reeks werden in 28 talen vertaald en in 35 landen uitgebracht. Het eerste deel van de reeks leverde haar een 2010 Children’s Choice Book of the Year Award  op. De serie telt anno 2017 dertien boeken.
In 2017 werd deel 10, Puppy Love, bekroond met de Prijs van de Nederlandse Kinderjury.
Russell schrijft ook jongensboeken. In 2017 verscheen in de serie Max Kruimel de eerste titel Superheld op sokken, gevolgd door Stank voor dank en Crimineel cool.

## Privé
Ze heeft twee dochters en woont in het noorden van Virginia. Zelf heeft ze twee zussen en twee tweelingbroers.

## Bestseller 60
| Boeken met noteringen in de Nederlandse Bestseller 60        | Jaar van verschijnen | Datum van binnenkomst | Hoogste positie | Aantal weken | Opmerkingen |
| ------------------------------------------------------------ | -------------------- | --------------------- | --------------- | ------------ | ----------- |
| Dagboek van een muts 1.                                      | 2011                 | 19-10-2011            | 18              | 16           |             |
| Dagboek van een muts 2. Zoek 't lekker uit                   | 2012                 | 05-09-2012            | 10              | 22           |             |
| Dagboek van een muts 3. In de spotlights!                    | 2013                 | 20-02-2013            | 3               | 13           |             |
| Dagboek van een muts 3,5. Mijn gemuts.                       | 2013                 | 26-06-2013            | 24              | 8            |             |
| Dagboek van een muts 4. Zak er lekker door!                  | 2013                 | 06-11-2013            | 8               | 18           |             |
| Dagboek van een muts 5. Nikki weet raad.                     | 2014                 | 30-04-2014            | 4               | 18           |             |
| Dagboek van een muts 6. Hopeloos verliefd.                   | 2014                 | 01-10-2014            | 4               | 14           |             |
| Dagboek van een muts 7. Drama voor de camera.                | 2015                 | 01-04-2015            | 2               | 25           |             |
| Dagboek van een muts 8. Er was eens…                         | 2015                 | 07-10-2015            | 4               | 14           |             |
| Dagboek van een muts 8,5. Afblijven! Dit dagboek is van mij. | 2015                 | 11-11-2015            | 30              | 5            | invulboek   |
| Dagboek van een muts 9. Houd de dief!                        | 2016                 | 20-04-2016            | 4               | 18           |             |
| Dagboek van een muts 10. Puppy love.                         | 2016                 | 05-10-2016            | 4               | 20           |             |
| Dagboek van een muts 11. BFF's voor even.                    | 2017                 | 27-09-2017            | 3               | 17           |             |
| Dagboek van een muts 12. Liefdeskriebels.                    | 2018                 | 26-09-2018            | 3               | 18           |             |
| Dagboek van een muts 13. Partystress!                        | 2019                 | 13-03-2019            | 3               | 25           |             |
| Dagboek van een muts 14. Op tourNEE!                         | 2020                 | 19-02-2020            | 7               | 19           |             |
| Dagboek van een muts 15. Droomreis Parijs?!                  | 2023                 | 11-10-2023            | 8               | 12           |             |
| Dagboek van een muts 16. Zussenstrijd!                       | 2025                 | 05-02-2025            | 19              | 7            |             |

- Bibsys: 12049028
- Biblioteca Nacional de España: XX5013421
- Bibliothèque nationale de France: cb167286722 (data)
- Catàleg d'autoritats de noms i títols de Catalunya: 981058517489706706
- Gemeinsame Normdatei: 105607485X
- International Standard Name Identifier: 0000 0001 1644 2848
- Library of Congress Control Number: n2008076046
- Nationale Bibliotheek van Letland: 000182729
- Bibliotheek van het Japanse parlement: 001103272
- Nationale Bibliotheek van Tsjechië: xx0135244
- Nationale bibliotheek van Australië: 57541744
- Nationale Bibliotheek van Israël: 987007477193705171
- Nationale en Universitaire bibliotheek Zagreb: 000665058
- Nederlandse Thesaurus van Auteursnamen: 337935637
- LIBRIS: 374926
- Système universitaire de documentation: 175842892
- Virtual International Authority File: 53629373
- WorldCat: E39PBJrwQgPpPvY8dVr3P7Xrv3